# Bernhard Benning
Bernhard Karl Benning (* 17. September 1902 in München; † 19. Dezember 1974) war ein deutscher Volkswirt.

## Werdegang
Benning wurde als Sohn des Polizeibeamten Karl Benning geboren. Er besuchte 1912 bis 1921 das Maximiliansgymnasium in München und absolvierte nach dem Abitur, unter anderem mit Wolfgang Weber (Journalist), eine Lehre bei der Bayerischen Hypotheken- und Wechsel-Bank. Im Anschluss studierte er an der Ludwig-Maximilians-Universität in München Nationalökonomie und Staatswissenschaften. Er schloss mit Diplom ab und promovierte 1928 bei Adolf Weber. Von 1928 bis 1933 war er wissenschaftlicher Referent im Statistischen Reichsamt und danach bis April 1945 Direktor der volkswirtschaftlichen Abteilung und gleichzeitig stellvertretender Leiter der Reichs-Kredit-Gesellschaft AG. 1942 verfasste er eine Grundsatzschrift zum Thema Aufbringung der Kriegskosten, Kapitalfreisetzung und Geldüberfluss, um die Finanzwirtschaft des Deutschen Reichs zu stabilisieren, das zu der Zeit halb Europa besetzt hielt und die besetzten Volkswirtschaften für Kriegszwecke ausplünderte.
Von Mai 1945 bis Februar 1950 wurde er ohne Anklage und Verfahren vom NKWD in den sowjetischen Speziallagern Frankfurt/O., Jamlitz, Mühlberg/E. und Buchenwald inhaftiert. Nach seiner Entlassung wurde er im März 1950 Direktoriumsmitglied der Bank deutscher Länder und ab 1957 Mitglied des Direktoriums der Deutschen Bundesbank. 1972 trat er in den Ruhestand.

## Ehrungen
- 1967: Großes Verdienstkreuz mit Stern der Bundesrepublik Deutschland[3]

## Schriften (Auswahl)
- Der „Schwarze Freitag“. Eine Untersuchung des Börseneingriffes vom 13. Mai 1927. Fischer, Jena 1928. München, Staatswirtsch. Diss., 1928, Teildruck.
- mit Günther Keiser: Kapitalbildung und Investitionen in der deutschen Volkswirtschaft 1924 bis 1928. Reimar Hobbing, Berlin 1931.
- mit Robert Nieschlag: Umsatz, Lagerhaltung und Kosten im deutschen Einzelhandel 1924 bis 1932. Reimar Hobbing, Berlin 1933.
- mit Otto Donner: Kriegskosten und Grenzen der Staatsverschuldung. Fischer, Jena 1942.
- Expansion und Kontraktion der Geldmenge, in: Weltwirtschaftliches Archiv 58. Band, Heft 2, September 1943, S. 205–242.
- (mit Erich Achterberg, Karl Lanz): Enzyklopädisches Lexikon für das Geld-, Bank- und Börsenwesen. Fritz Knapp, Frankfurt am Main 1967/68.
- Deutscher und internationaler Kapitalmarkt. Fritz Knapp, Frankfurt am Main 1970.
- Die Rolle einzelner Wertpapierarten auf dem Kapitalmarkt. Fritz Knapp, Frankfurt am Main 1973.